# Svidd neger
Svidd neger è la seconda colonna sonora composta dal gruppo norvegese Ulver, pubblicata nel 2003 dalla Jester Records.
Si tratta della colonna sonora originale del film omonimo del regista norvegese Erik Smith Meyer uscito nello stesso anno.

## Tracce
1. Preface – 1:42
2. Ante Andante – 0:53
3. Comedown – 2:19
4. Surface – 3:17
5. Somnam – 2:41
6. Wild Cat – 2:32
7. Rock Massif Pt. 1 – 1:41
8. Rock Massif Pt. 2 – 2:05
9. Poltermagda – 0:28
10. Mummy – 1:02
11. Burn the Bitch – 0:52
12. Sick Soliloquy – 0:21
13. Waltz of King Karl – 3:17
14. Sadface – 2:43
15. Fuck Fast – 0:20
16. Wheel of Conclusion – 6:26

## Formazione

### Gruppo
- Kristoffer Rygg (Garm, Trickster G., G. Wolf, Fiery G. Maelstrom) – voce
- Tore Ylwizaker – tastiere, sintetizzatori, effetti
- Jørn H. Sværen – suoni